# Протока (рукав Кубани)
Прото́ка — правый рукав реки Кубань от Тиховского гидроузла (хутор Тиховский) до Азовского моря (село Ачуево).
Отделяет Славянский район от Красноармейского, Калининского и Приморско-Ахтарского районов в Краснодарском крае. Длина реки — 140 км. Судоходна на всём протяжении, однако в этом качестве почти не используется. Из реки ведётся активный забор воды для орошения рисовых систем Славянского и Красноармейского районов, а также для опреснения плавней (лиманов).
В реке водятся осётр, севрюга, стерлядь, сом, судак, щука, тарань, шемая, чехонь, рыбец, плитка, жерех и другие виды рыб.

Бассейн Кубани

Ранее называлась: татарами — «Кара-Кубань» (Чёрная Кубань), ногайцами — Кумузюн («кум» — песок, «узун» — средний, среди), другими тюркскими племенами — «Кумли-Кубань» (Песчаная Кубань) и, наконец, «Чёрная Протока» и просто Протока. По имени реки названа железнодорожная станция Протока в городе Славянске-на-Кубани.
Населённые пункты по левому берегу: хутор Сербина, город Славянск-на-Кубани, пос. Совхозный, пос. Прибрежный, пос. Садовый, хутора Бараниковский, Нещадимовский, Водный, , Галицын, Красноармейский городок, Забойский, Деревянковка, посёлки Голубая Нива и Ачуево. По правому: хутора Тиховский, Коржевский, Турковский, Чигрина, Крижановский, Трудобеликовский, Протичка, станицы Чебургольская и Гривенская, посёлок Кубрис.